# Centropogon hypotrichus
Centropogon hypotrichus är en klockväxtart som beskrevs av Franz Elfried Wimmer. Centropogon hypotrichus ingår i släktet Centropogon och familjen klockväxter. Inga underarter finns listade i Catalogue of Life.